# Kościół św. Antoniego w Rakowcu
Kościół św. Antoniego w Rakowcu – rzymskokatolicki ceglany kościół parafialny zlokalizowany we wsi Rakowiec (powiat kwidzyński, województwo pomorskie). Funkcjonuje przy nim parafia św. Antoniego.

## Historia
Obiekt wzniesiono w latach 1330-1340, a potem przebudowano w latach 1722-1725.

## Architektura
Jest to kościół jednonawowy, murowany, ceglany, zbudowany na rzucie prostokąta. Od wschodu do korpusu nawowego przylega kwadratowa wieża, a od zachodu kruchta. Całość stoi na kamiennej podmurówce. Elewacja zachodnia zwieńczona jest schodkowym szczytem. 

## Wyposażenie
Wnętrze przykrywa sklepienie kolebkowe. Ołtarz główny pochodzi z 1734 lub 1735. W centrum ołtarza przedstawiona jest scena ukazująca śmierć Jezusa na krzyżu. Pod krzyżem stoją postacie św. Jana Ewangelisty i Matki Boskiej. W ołtarzu ukazano również grób Chrystusa, a nad nim postać Jezusa Zmartwychwstałego. Po obu bokach ołtarza stoją figury apostołów Piotra i Pawła. Za ołtarzem umieszczone są kamienne płyty nagrobne z lat 1620, 1641 oraz z 1699. Ambona pochodzi z pierwszej połowy XVIII wieku, natomiast dwie granitowe kropielnice z XV i XVI wieku. W przedsionku znajduje się granitowa chrzcielnica, będąca pamiątką Millenium Chrztu Polski w 1966. Na wyposażeniu świątyni pozostaje pozłacana monstrancja oraz konfesjonał z lat po II wojnie światowej. W kościele wisi tablica Pamięci żołnierzy poległych za ojczyznę.

## Galeria

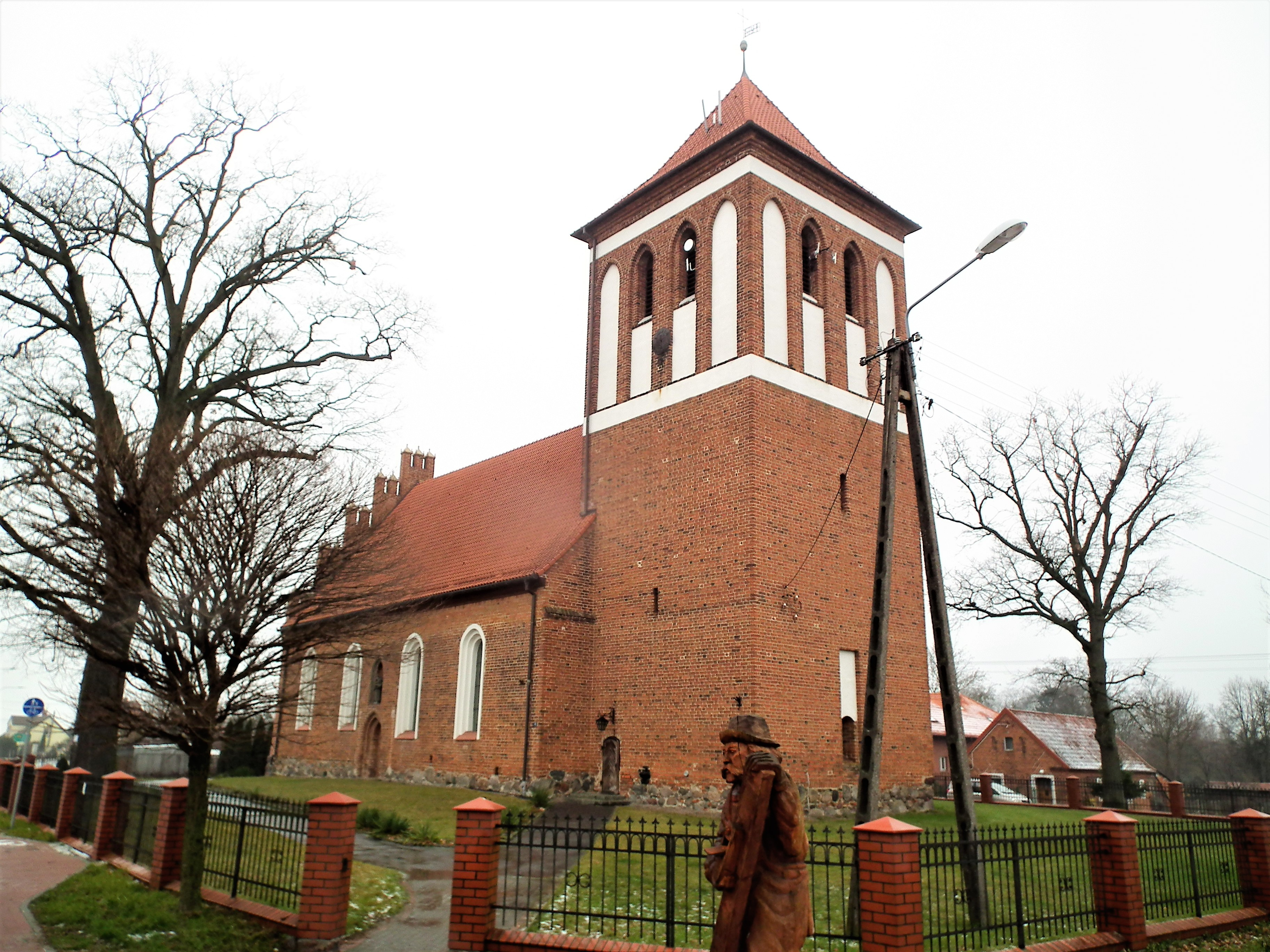
Widok od strony wieży
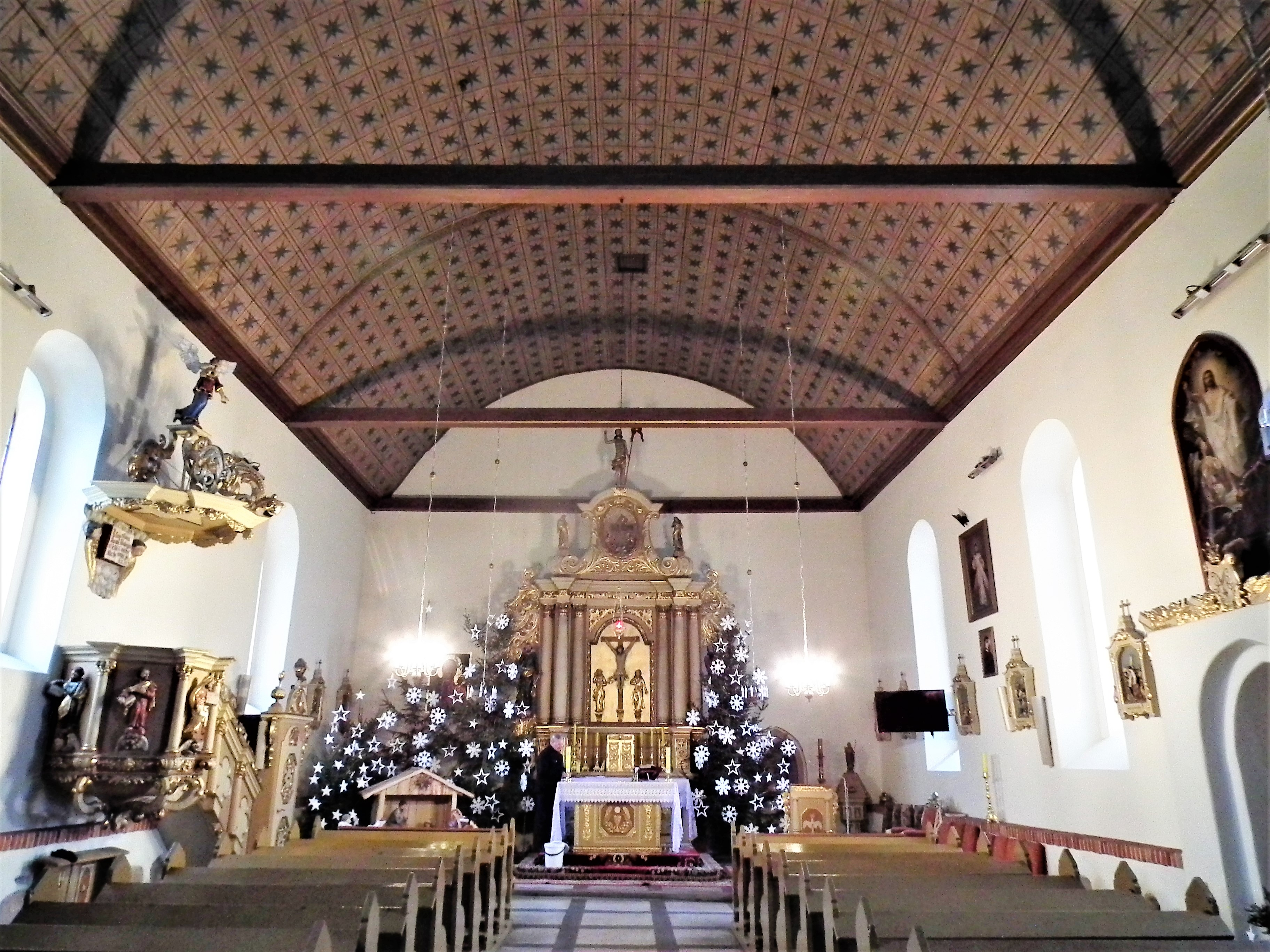
Wnętrze z ołtarzem
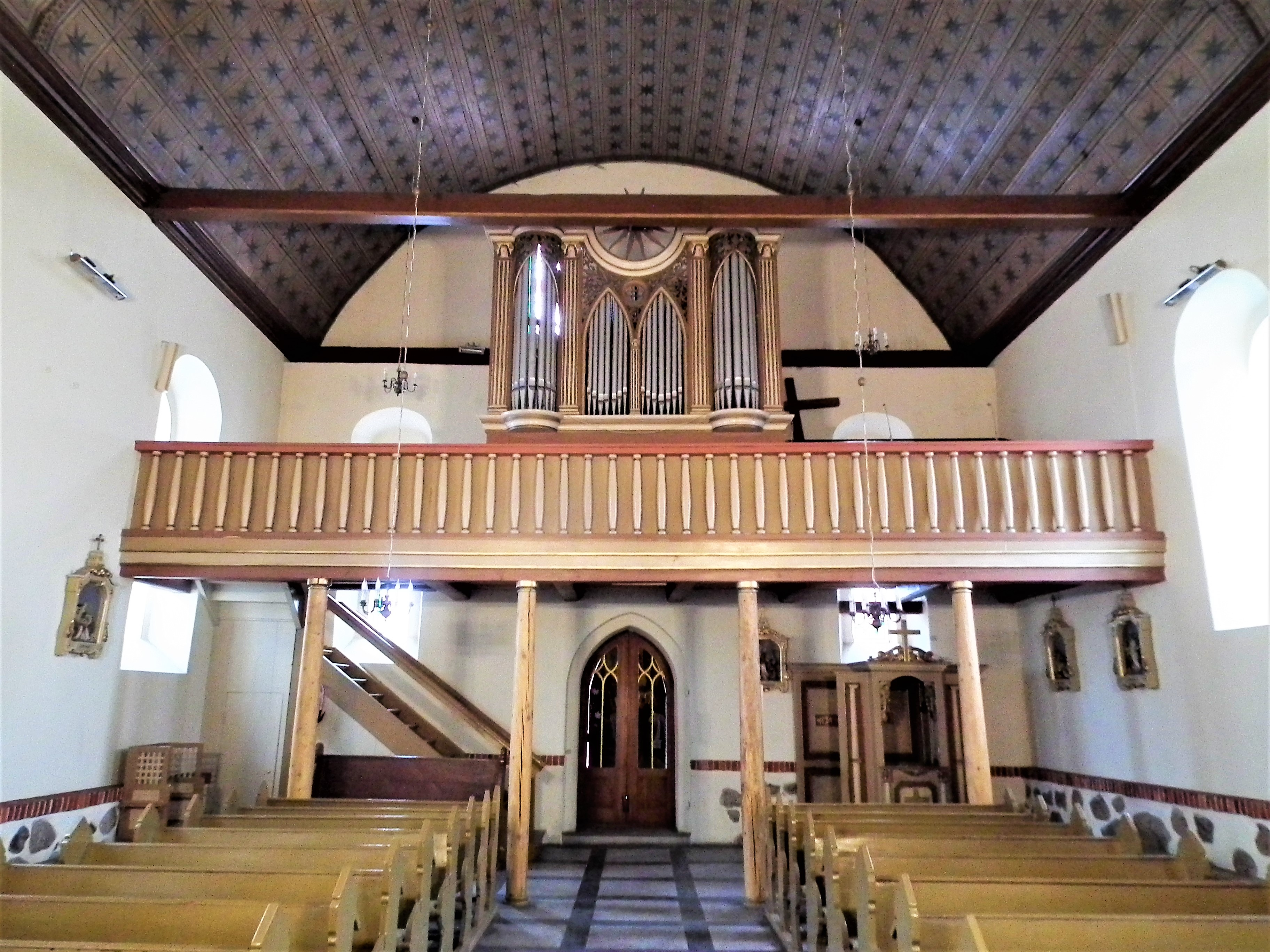
Chór i organy